# Ливаро, Ги д’Арсе
Ги д'Арсе, барон де Ливаро (Ливарот) (фр. Guy d'Arces, baron de Livarot) (1555-1581) — миньон французского короля Генриха III, кузен Можирона

## Семья
Ливаро принадлежал к старинному роду, корни которого теряются в Дофине.
Дед, Антуан, был рыцарем. Бабушка, Франсуаза де Ферьер, принесла роду д'Арсе баронство Ливаро, находящееся в Нормандии.
Отец, Жан д'Арсе, был лейтенантом в роте своего шурина Лоуренса де Можирона в 1564-1568 годах. В 1568 году удостоен Рыцарского Ордена.

## Биография
Детство провел в Нормандии.
Начал военную карьеру в 1573 году под началом своего дяди Лоуренса де Можирона, бывшего руководителем корпуса жандармов.
В 1574 году добился благосклонности короля Генриха III, присоединившись к другим фаворитам, таким, как д’Антраг, Келюс, Сен-Мегрен, Можирон, Сен-Сюльпис или д’О.
В апреле 1578 года сражается на дуэли миньонов с Жоржем де Шомбергом (тоже миньоном короля, в отличие от «гизаров» д’Антраге и Рибейрака). Получил тяжелую рубленную рану левой щеки и черепно-мозговую травму, очень долго вставал на ноги.
Окончательно обезображен, Генрих охладел к бывшему миньону.
В 1580 году служит генерал-лейтенантом в Валансе вместе с дядей. Позднее стал офицером связи между королём и архиепископом Лионским.
Служил под началом герцога де Майенна в осаде Ла-Мюра.
В 1581 году убит на дуэли маркизом де Пьенне.
Ливаро объявляет некую красивую (и богатую) придворную даму своей «дамой сердца». Никого к ней не подпускает. Двадцатилетний Антуан де Маньелей, старший сын маркиза де Пьенн, заговаривает с ней на балу. В ответ звучит грубость со стороны бретера Ливаро. Дуэль на следующий день, близь Блуа, без секундантов — только слуги. К несчастью Ливаро, его противник только что вернулся из Италии, где изучал искусство фехтования. Ливаро гибнет, однако его слуга (простолюдин) тут же убивает победителя ударом в спину. Слуга повешен по приговору суда.

## Ливаро в литературе
Ливаро — один из многих второстепенных персонажей романа А. Дюма «Графиня де Монсоро». Дюма, по своему обыкновению изменяя историю под роман, в сцене с дуэлью поставил Ливаро противником своего кузена Можирона; едва живой, Ливаро наносит кузену последний сокрушительный удар и умирает на месте, отомстив за себя.